# Frakcja filtracyjna
Frakcja filtracyjna – stosunek filtracji kłębuszkowej do efektywnego przepływu przez nerki osocza, wynosi u mężczyzn od 0,12 do 0,20, średnio ok. 0,18.
Frakcja filtracyjna = GFR / ERPF = 125 mL/min: 625 mL/min = 0,18